# Andy Bathgate
Andrew James "Andy" Bathgate, född 28 augusti 1932 i Winnipeg, Manitoba, död 26 februari 2016 i Brampton, Ontario, var en kanadensisk professionell ishockeyspelare som spelade som center i NHL-lagen New York Rangers, Toronto Maple Leafs, Detroit Red Wings och Pittsburgh Penguins.
Bathgate vann Stanley Cup med Toronto Maple Leafs säsongen 1963–64. Han valdes in i NHL First All-Star Team 1959 och 1962 samt i Hockey Hall of Fame 1978.

## Statistik

### Klubbkarriär
|            |                     |            |         | Grundserie | Grundserie | Grundserie | Grundserie | Grundserie |     | Slutspel | Slutspel | Slutspel | Slutspel | Slutspel |
| Säsong     | Lag                 | Liga       | Matcher | Mål        | Assists    | Poäng      | Utv.       | Matcher    | Mål | Assists  | Poäng    | Utv.     |          |          |
| ---------- | ------------------- | ---------- | ------- | ---------- | ---------- | ---------- | ---------- | ---------- | --- | -------- | -------- | -------- | -------- | -------- |
| 1949–50    | Guelph Biltmores    | OHA        | 41      | 21         | 25         | 46         | 28         | 15         | 6   | 9        | 15       | 12       |          |          |
| 1950–51    | Guelph Biltmores    | OHA        | 52      | 37         | 53         | 90         | 66         | 5          | 6   | 1        | 7        | 9        |          |          |
| 1951–52    | Guelph Biltmores    | OHA        | 34      | 27         | 50         | 77         | 20         | 11         | 6   | 10       | 16       | 18       |          |          |
| 1952–53    | Guelph Biltmores    | OHA        | 2       | 2          | 1          | 3          | 0          | –          | –   | –        | –        | –        |          |          |
| 1952–53    | New York Rangers    | NHL        | 18      | 0          | 1          | 1          | 6          | –          | –   | –        | –        | –        |          |          |
| 1952–53    | Vancouver Canucks   | WHL        | 37      | 13         | 13         | 26         | 29         | 9          | 11  | 4        | 15       | 2        |          |          |
| 1953–54    | New York Rangers    | NHL        | 20      | 2          | 2          | 4          | 18         | –          | –   | –        | –        | –        |          |          |
| 1953–54    | Vancouver Canucks   | WHL        | 17      | 12         | 10         | 22         | 6          | –          | –   | –        | –        | –        |          |          |
| 1953–54    | Cleveland Barons    | AHL        | 36      | 13         | 19         | 32         | 44         | 9          | 3   | 5        | 8        | 8        |          |          |
| 1954–55    | New York Rangers    | NHL        | 70      | 20         | 20         | 40         | 37         | –          | –   | –        | –        | –        |          |          |
| 1955–56    | New York Rangers    | NHL        | 70      | 19         | 47         | 66         | 59         | 5          | 1   | 2        | 3        | 2        |          |          |
| 1956–57    | New York Rangers    | NHL        | 70      | 27         | 50         | 77         | 60         | 5          | 2   | 0        | 2        | 27       |          |          |
| 1957–58    | New York Rangers    | NHL        | 65      | 30         | 48         | 78         | 42         | 6          | 5   | 3        | 8        | 6        |          |          |
| 1958–59    | New York Rangers    | NHL        | 70      | 40         | 48         | 88         | 48         | –          | –   | –        | –        | –        |          |          |
| 1959–60    | New York Rangers    | NHL        | 70      | 26         | 48         | 74         | 28         | –          | –   | –        | –        | –        |          |          |
| 1960–61    | New York Rangers    | NHL        | 70      | 29         | 48         | 77         | 22         | –          | –   | –        | –        | –        |          |          |
| 1961–62    | New York Rangers    | NHL        | 70      | 28         | 56         | 84         | 44         | 6          | 1   | 2        | 3        | 4        |          |          |
| 1962–63    | New York Rangers    | NHL        | 70      | 35         | 46         | 81         | 54         | –          | –   | –        | –        | –        |          |          |
| 1963–64    | New York Rangers    | NHL        | 56      | 16         | 43         | 59         | 26         | –          | –   | –        | –        | –        |          |          |
| 1963–64    | Toronto Maple Leafs | NHL        | 15      | 3          | 15         | 18         | 8          | 14         | 5   | 4        | 9        | 25       |          |          |
| 1964–65    | Toronto Maple Leafs | NHL        | 55      | 16         | 29         | 45         | 34         | 6          | 1   | 0        | 1        | 6        |          |          |
| 1965–66    | Detroit Red Wings   | NHL        | 70      | 15         | 32         | 47         | 25         | 12         | 6   | 3        | 9        | 6        |          |          |
| 1966–67    | Detroit Red Wings   | NHL        | 60      | 8          | 23         | 31         | 24         | –          | –   | –        | –        | –        |          |          |
| 1966–67    | Pittsburgh Hornets  | AHL        | 6       | 4          | 6          | 10         | 7          | –          | –   | –        | –        | –        |          |          |
| 1967–68    | Pittsburgh Penguins | NHL        | 74      | 20         | 39         | 59         | 55         | –          | –   | –        | –        | –        |          |          |
| 1968–69    | Vancouver Canucks   | WHL        | 71      | 37         | 36         | 73         | 44         | 8          | 3   | 5        | 8        | 5        |          |          |
| 1969–70    | Vancouver Canucks   | WHL        | 72      | 40         | 68         | 108        | 66         | 16         | 7   | 5        | 12       | 8        |          |          |
| 1970–71    | Pittsburgh Penguins | NHL        | 76      | 15         | 29         | 44         | 34         | –          | –   | –        | –        | –        |          |          |
| 1974–75    | Vancouver Blazers   | WHA        | 11      | 1          | 6          | 7          | 2          | –          | –   | –        | –        | –        |          |          |
| OHA totalt | OHA totalt          | OHA totalt | 129     | 83         | 133        | 216        | 114        | 31         | 18  | 20       | 38       | 39       |          |          |
| WHL totalt | WHL totalt          | WHL totalt | 197     | 102        | 127        | 229        | 145        | 33         | 21  | 14       | 35       | 15       |          |          |
| NHL totalt | NHL totalt          | NHL totalt | 1069    | 349        | 624        | 973        | 624        | 54         | 21  | 14       | 35       | 76       |          |          |